# Gemeentelijk monument

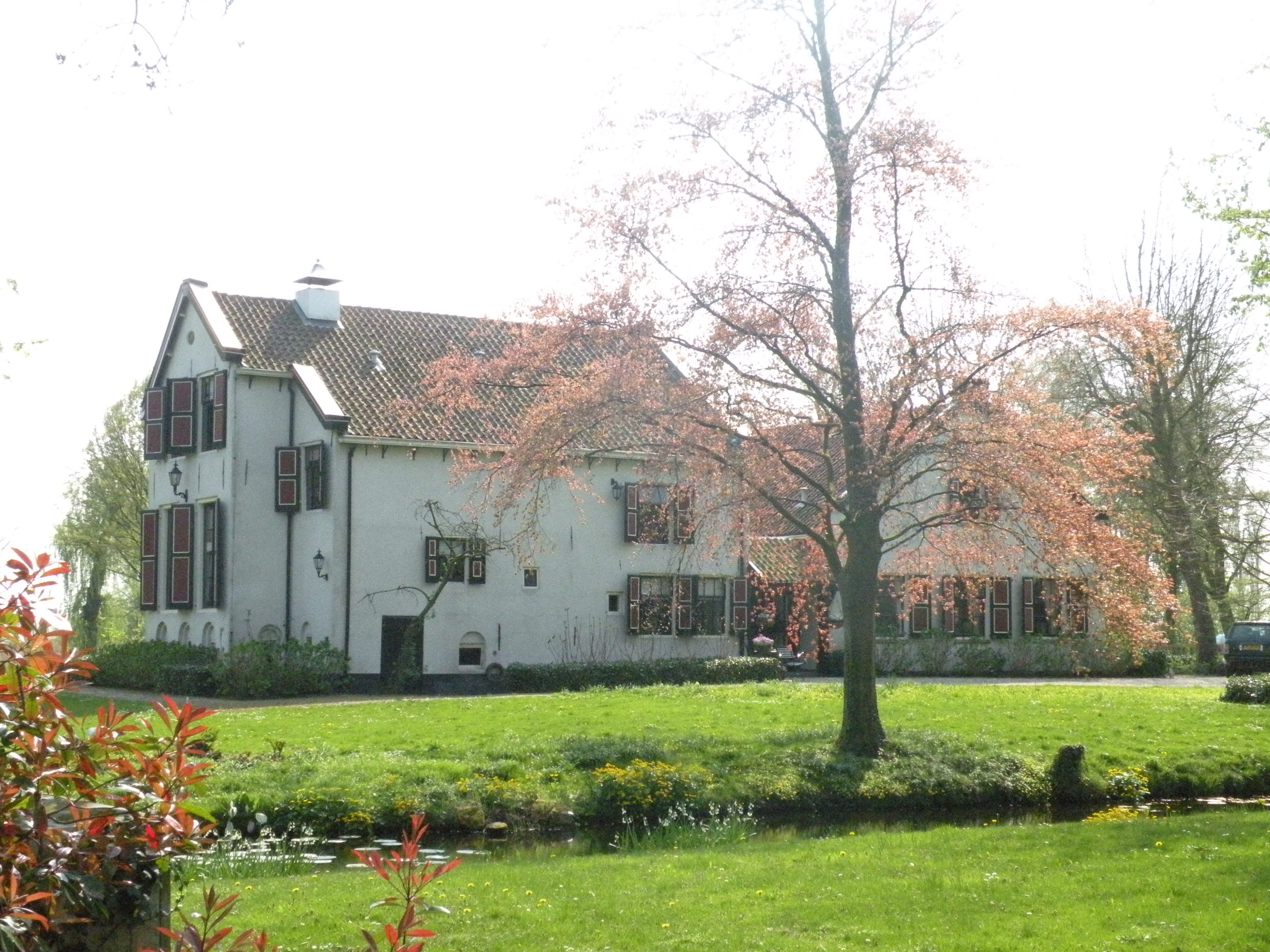
Het Land van Belofte, een hofstede in Moerkapelle, Zuidplas

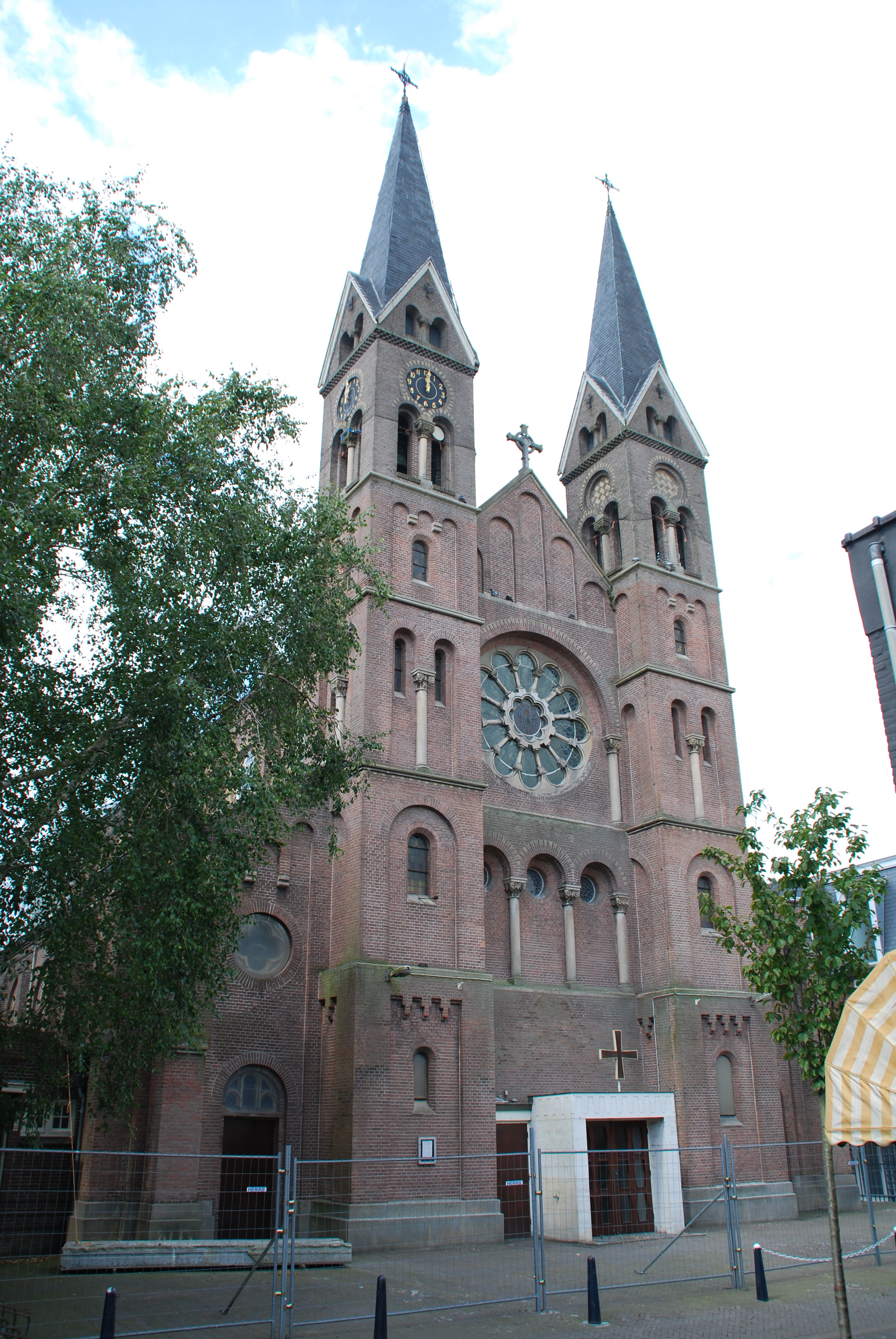
de Schanskerk in Uithoorn, die door gemeentelijk ingrijpen niet mag worden gesloopt

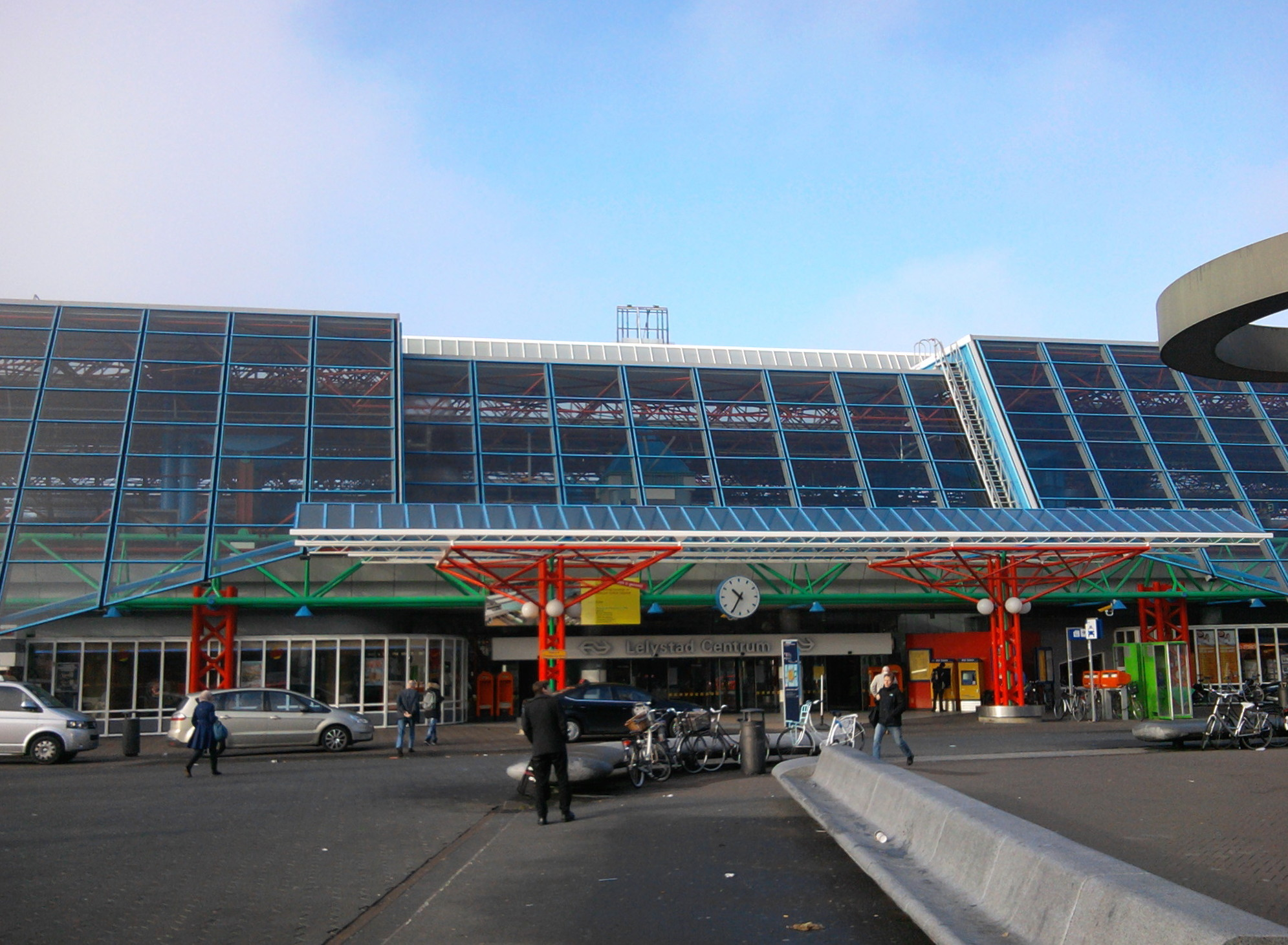
Station Lelystad Centrum, een zeer jong monument

Een gemeentelijk monument is in Nederland een bouwwerk, archeologische vindplaats of landschappelijke structuur die op grond van een gemeentelijke monumentenverordening bescherming geniet vanwege bijzondere cultuurhistorische of architectonische waarde. Het is aan de gemeente om een gemeentelijk monument aan te wijzen. Hierdoor kan het gebeuren dat een gemeente géén gemeentelijke monumenten kent.
Als de gemeentelijke monumentenverordening gebaseerd is op de Erfgoedwet kunnen alleen onroerende zaken als monument worden aangewezen. Registergoederen kunnen ook als monument worden aangewezen als gemeenten hun verordening op andere wetgeving baseren.  
Objecten met een gemeentelijke monumentenstatus zijn vaak van lokaal of regionaal belang, terwijl objecten die aangewezen zijn als rijksmonument vaak een nationaal of internationaal belang hebben. Nederland telde in 2010 ongeveer 41.000 adressen die als gemeentelijk monument zijn aangewezen.

## Monumentenschildje
Verschillende gemeenten hebben een schildje ontworpen voor hun gemeentelijke monumenten, hieronder een selectie.

Monumentenschildje van de gemeente Westland
Monumentenschildje van de gemeente Culemborg
Monumentenschildje van de gemeente Houten
Monumentenschildje van de gemeente Wageningen
Monumentenschildje van de gemeente Oldebroek
Monumentenschildje van de gemeente Haarlem
Monumentenschildje van de gemeente Ede
Monumentenschildje van Hoorn, de eerste in Nederland dat gelijk is aan het rijksmonumentschildje, maar met wapen van de gemeente
Monumentenschildje van de gemeente Sittard-Geleen

## Gemeenten met veel gemeentelijke monumenten
Dit is een onvolledige lijst van een aantal gemeenten met veel gemeentelijke monumenten. Aantallen zijn volgens de laatste stand van zaken die bekend is. Deze lijst dient puur om een idee te geven ter illustratie. Er moet namelijk bij gezegd worden dat de aantallen (zelfs wanneer volledig bijgewerkt naar de actuele stand) niet geheel vergelijkbaar zijn. Naast de vraag of men naar het aantal panden/objecten of naar het aantal regels/monumentnummers kijkt, wordt de toewijzing van gemeentelijke monumenten én de manier waarop deze geteld en gegroepeerd worden, in tegenstelling tot rijksmonumenten, bepaald door het beleid van de gemeente zelf, hetgeen voor grote verschillen per gemeente kan zorgen.
| #   | Gemeente (lijst)   | Inschrijvingen, regels, monumentnummers | Panden, objecten |
| --- | ------------------ | --------------------------------------- | ---------------- |
| 1.  | Maastricht         | 1875                                    | 3678             |
| 2.  | Utrecht            | 1742                                    | 2422             |
| 3.  | Amsterdam          | ca. 1600                                | 1600             |
| 4.  | Leiden             | 1598                                    | 1598             |
| 5.  | Zeist              | 1538                                    | 1538             |
| 6.  | Haarlem            | 1238                                    | 1238             |
| 7.  | Nijmegen           | 1064                                    | 1064             |
| 8.  | Alkmaar            | 959                                     | 959              |
| 9.  | Den Haag           | 955                                     | 955              |
| 10. | Gouda              | 880                                     | 880              |
| 11. | Arnhem             | 850                                     | 2016             |
| 12. | Groningen          | 706                                     | 706              |
| 13. | 's-Hertogenbosch   | 604                                     | 604              |
| 14. | Zutphen            | 482                                     | 482              |
| 15. | Rotterdam          | 451                                     | 451              |
| 16. | Schouwen-Duiveland | 368                                     | 368              |

## Lijsten van gemeentelijke monumenten per provincie
De lijsten bevatten een onderverdeling van de gemeentelijke monumenten per gemeente in de betreffende provincie. Niet alle gemeenten hebben gemeentelijke monumenten.
| - Drenthe - Flevoland - Friesland - Gelderland |  | - Groningen - Limburg - Noord-Brabant - Noord-Holland |  | - Overijssel - Utrecht - Zeeland - Zuid-Holland |